# Andrzej Jackiewicz (prawnik)
Andrzej Igor Jackiewicz (ur. 1976) – polski prawnik, doktor habilitowany nauk społecznych.

## Życiorys
W 2000 r. ukończył studia prawa na Uniwersytecie w Białymstoku, w 2006 r. obronił pracę doktorską pt. Prawo do dobrej administracji jako standard europejski, której promotorem był prof. Marian Grzybowski, w 2020 r. habilitował się na podstawie pracy zatytułowanej Konstytucyjne funkcje izb pierwszych parlamentów federalnych a zasada federalizmu w państwach europejskich. 
Został pracownikiem naukowym w Państwowej Wyższej Szkole Zawodowej im. prof. Edwarda F. Szczepanika w Suwałkach, w Akademii Piotrkowskiej, oraz na Uniwersytecie w Białymstoku.
Należy do Rady Dyscypliny Naukowej - Nauk Prawnych UwB.